# Джимми Нейтрон
Джеймс Айзек «Джимми» Нейтрон (англ. James Aisaac «Jimmy» Neutron) — вымышленный персонаж, главный герой полнометражного мультфильма «Джимми Нейтрон: Мальчик-гений» и сопутствующего мультсериала «Приключения Джимми Нейтрона, мальчика-гения». Он также известен как «мальчик-гений».

## Описание

### Создание
Джон А. Дэвис создал Джимми где-то в 1980-х и написал сценарий под названием Runaway Rocketboy! (позже название второго пилотного эпизода), который позже был оставлен. Позже он наткнулся на идею во время переезда в новый дом в начале 1990-х годов. Он переработал его как короткий фильм под названием Джонни Квазар и представил его на SIGGRAPH, где он познакомился с Одекерком, и работал на телевидении. Джимми называли Джонни Квазар до того, как было решено назвать его Джимми Нейтрон.

### Биография
Джеймс Исаак (Айзек) Нейтрон (англ. James Isaac Neutron) — главный герой сериала «Приключения Джимми Нейтрона, мальчика-гения». 11-летний (ранее 10-летний) мальчик-гений с IQ 2000, изобретатель, чьи изобретения не всегда пользуются популярностью среди современников и очень часто оборачиваются неприятностями для него самого, становясь причиной масштабных разрушений города, либо раздражают жителей Ретровилля, либо вызывают ситуацию, близкую к уничтожению всего человечества. Обычно Джимми сам и спасает мир от своих изобретений. Он часто использует внезапные порывы мыслей, которые он сам называет «Мозговой Штурм». Его имя — пародия на Исаака Ньютона и Джеймса Чедвика. Его мама называет его полным именем Джеймс Айзек Нейтрон, только когда его изобретения вызывают беды. У Джимми была сила, как у Невероятного Халка (он становится огромным и сильным, когда злой). Влюблён в Синди Вортекс.

### Краткая характеристика
Он обожает изобретать. У него есть пара друзей — любитель лам Карл Уизер и поклонник супергероев Шин Эстевес. Джимми, благодаря своему интеллекту — самый умный в классе. Его домашний зверь — собака-робот Годдард.

### Характер
Несмотря на свои способности, он добрый, не стремящийся ко злу. Вежливый, активный и оптимистичный.

### Внешний вид
У Джимми очень большая голова (мозг), каштановые волосы, голубые глаза. Носит красную футболку с символом атома, синие джинсы, и кроссовки.
Рост:5,9(фута)

### Критика
Джимми является одним из самых узнаваемых персонажей Nickelodeon.

## Аттракцион Jimmy Neutron’s Nicktoon Blast

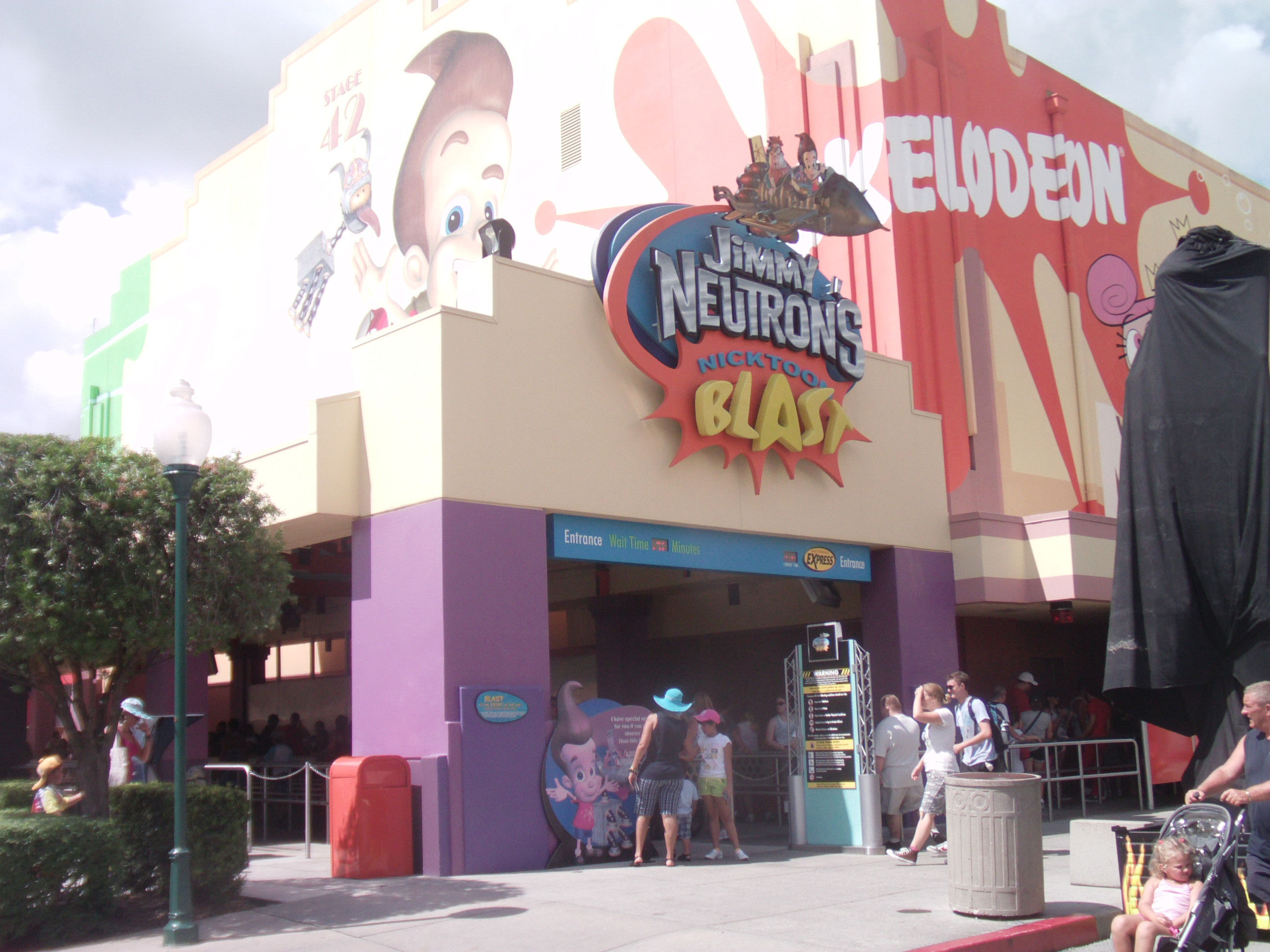
Аттракцион

Jimmy Neutron’s Nicktoon Blast был симулятором поездки на Universal Studios Florida, который заменил Funtastic World Hanna-Barbera.
14 марта 2011 года, Universal объявила, что на протяжении времени будет начинать работать Jimmy Neutron’s Nicktoon Blast на сезонной графике, начиная с 1 апреля 2011 года, и будет работать в течение весенних и летних сезонов, прежде чем она полностью закрыта 18 августа 2011 года. Jimmy Neutron’s Nicktoon Blast был заменен на Гадкий я 2 июля 2012 года.

## Сопутствующая продукция

### Джимми Нейтрон, вундеркинд
Этот мультфильм является анимационным фильмом 2001 года, который был распространён Paramount Pictures, и произведённый Nickelodeon Movies с O Entertainment и DNA Production. Режиссёр: Джон А. Дэвис. Фильм рассказывает о родителях из родного города Джимми, которых похитили инопланетяне, и поэтому Джимми и другие дети города объединяются чтоб спасти их. Фильм был выпущен 9 декабря 2001 года и получил положительные отзывы.

### Приключения Джимми Нейтрона, мальчика-гения
Этот мультсериал является американским компьютерным телесериалом, созданный Джоном А. Дэвисом. Это спин-офф к фильму 2001 года. Первоначально он был показан в трёх сезонах с 20 июля 2002 года до 25 ноября 2006 года.

### Планета Шина
Мультсериал является вторым спин-оффом к мультфильму 2001 года. Главным героем является друг Джимми Шин, который случайно приземлился на планете Зену. Первоначально он был показан на Nickelodeon, а оставшиеся эпизоды на Nicktoons.

### Звёздный час Джимми и Тимми
Этот мультфильм представляет особую серию, состоящую из двух кроссоверов: «Приключения Джимми Нейтрона, мальчика-гения» и «Волшебные покровители».

### Другие телевизионные фильмы
Другие телевизионные фильмы включают себя «Новое нападение Империи Яйцевидных», «Операция: Спасение Джета Фьюжена» и «Победи, проиграй и прощай».

### Видео-игры
Франшиза Джимми Нейтрона получила несколько игр на его основе, в том числе Джимми Нейтрон против Джимми Негатрона, Приключения Джимми Нейтрона, мальчика-гения: Атака твонков, и Джимми Нейтрон: мальчик-гений.